# Route nationale 11 (Madagaskar)
Route nationale 11 (RN 11) is een nationale weg in Madagaskar van 241,6 kilometer. De weg loopt van Mananjary via Nosy Varika naar rivier de Sakanila waar hij de oversteek maakt en vervolgens over gaat in Route nationale 11a beide aan de oostkust van het land. De weg is volledig gelegen in de regio Vatovavy-Fitovinany.